# Etayo
Etayo è un comune spagnolo di 89 abitanti situato nella comunità autonoma della Navarra.